# German Grand Prix 2018/2
Der 2. German Grand Prix 2018 (GGP) war ein Turnier in der Billarddisziplin Karambolage-Dreiband und wurde vom 13.–15. Juli 2018 in Kassel ausgetragen.

## Kommentar
Nachdem seit 2012 kein German Grand Prix mehr ausgetragen wurde, startet die Deutsche Billard Union (DBU) diese Turnierserie 2018 neu. Es werden drei Grand Prix gespielt. Dabei werden am Ende je nach Platzierung Punkte vergeben. Die drei Punktbesten nach drei Turnieren qualifizieren sich für Die Deutsche Meisterschaft 2018. Somit entfällt das Qualifikationsturnier, das zuvor jährlich in Witten ausgetragen wurde.
Sieger des zweiten German Grand-Prix 2018 wurde der Lobbericher Tom Löwe.

## Vorrunde
Legende Ergebnisse:
Pkt. = Punkte
Ball = Bälle
Aufn. = Aufnahmen
GD = Generaldurchschnitt
BED = bester Einzeldurchschnitt
HS = Höchste Serie

Distanz:
Ball: 30
Aufnahmen: 40
Nachstoß: ja
- xx = Einzug in die Hauptrunde

| Name                              | Pkt. | Ball | Aufn. | GD    | BED   | HS |
| --------------------------------- | ---- | ---- | ----- | ----- | ----- | -- |
| Çengiz Karaça (BC International)  | 4    | 60   | 53    | 1,132 | 1,428 | 5  |
| Ikrami Attalla (BC International) | 2    | 35   | 61    | 0,573 | 0,675 | 5  |
| Edmund Mevissen (SCB Langendamm)  | 0    | 34   | 72    | 0,472 | -     | 3  |

| Name                                 | Pkt. | Ball | Aufn. | GD    | BED   | HS |
| ------------------------------------ | ---- | ---- | ----- | ----- | ----- | -- |
| Tom Löwe (Lobberich)                 | 4    | 60   | 58    | 1,054 | 1,363 | 5  |
| Holger Scharmentke-Haak (BC GT Buer) | 2    | 38   | 62    | 0,612 | 0,675 | 4  |
| Dietmar Skupin (BC Elversberg)       | 0    | 45   | 76    | 0,592 | –     | 5  |

| Name                                    | Pkt. | Ball | Aufn. | GD    | BED   | HS |
| --------------------------------------- | ---- | ---- | ----- | ----- | ----- | -- |
| Dustin Jäschke (Bergisch-Gladbacher BC) | 2    | 54   | 35    | 1,542 | 1,875 | 8  |
| Lukas Stamm (BA Berlin)                 | 2    | 57   | 59    | 0,966 | 1,578 | 5  |
| Axel Büscher (Bergisch-Gladbacher BC)   | 2    | 38   | 56    | 0,678 | 0,725 | 3  |

| Name                                    | Pkt. | Ball | Aufn. | GD    | BED   | HS |
| --------------------------------------- | ---- | ---- | ----- | ----- | ----- | -- |
| Michael Puse (BC München)               | 4    | 60   | 63    | 0,952 | 0,967 | 5  |
| Stefan Scheler (SV 1889 Altenweddingen) | 2    | 42   | 61    | 0,688 | 1,000 | 7  |
| Andreas Volbracht (BA Berlin)           | 0    | 46   | 62    | 0,741 | –     | 4  |

| Name                                     | Pkt. | Ball | Aufn. | GD    | BED   | HS |
| ---------------------------------------- | ---- | ---- | ----- | ----- | ----- | -- |
| Martin Ulbig (BA Berlin)                 | 4    | 60   | 64    | 0,937 | 1,000 | 5  |
| Roland Siedentopf (SV Fürth-Poppenreuth) | 2    | 41   | 70    | 0,585 | 0,575 | 6  |
| Jürgen Rötter (CV Kassel)                | 2    | 29   | 74    | 0,391 | -     | 4  |

| Name                            | Pkt. | Ball | Aufn. | GD    | BED   | HS |
| ------------------------------- | ---- | ---- | ----- | ----- | ----- | -- |
| Hakan Celik (BA Berlin)         | 4    | 60   | 59    | 1,016 | 1,153 | 5  |
| Tobias Bouerdick (Bottroper BA) | 2    | 48   | 59    | 0,813 | 0,909 | 6  |
| Peter Ehrhardt (CV Kassel)      | 0    | 22   | 66    | 0,333 | –     | 3  |

| Name                             | Pkt. | Ball | Aufn. | GD    | BED   | HS |
| -------------------------------- | ---- | ---- | ----- | ----- | ----- | -- |
| Frank Sudar (TSG Heilbronn)      | 4    | 59   | 72    | 0,819 | 0,937 | 9  |
| Karsten Witte (BC International) | 2    | 56   | 80    | 0,700 | 0,700 | 6  |
| Hamed Mohssen (CV Kassel)        | 0    | 31   | 72    | 0,430 | –     | 3  |

| Name                            | Pkt. | Ball | Aufn. | GD    | BED   | HS |
| ------------------------------- | ---- | ---- | ----- | ----- | ----- | -- |
| Dirk Rosteck (BF Hoster-Eck)    | 4    | 60   | 73    | 0,821 | 0,909 | 5  |
| Thomas Kerl (CV Kassel)         | 2    | 58   | 69    | 0,840 | 1,034 | 7  |
| Frank Spruzina (VfV Hildesheim) | 0    | 29   | 62    | 0,467 | -     | 4  |

Quelle: 

## Hauptrunde
Legende Ergebnisse:
Pkt. = Punkte
Ball = Bälle
Aufn. = Aufnahmen
GD = Generaldurchschnitt
BED = bester Einzeldurchschnitt
HS = Höchste Serie

Distanz:
Ball: 30
Aufnahmen: 40
Nachstoß: ja
|  | Viertelfinale Spiel bis 30 Punkte | Viertelfinale Spiel bis 30 Punkte | Viertelfinale Spiel bis 30 Punkte | Viertelfinale Spiel bis 30 Punkte | Viertelfinale Spiel bis 30 Punkte | Viertelfinale Spiel bis 30 Punkte |              |               | Halbfinale Spiel bis 30 Punkte | Halbfinale Spiel bis 30 Punkte | Halbfinale Spiel bis 30 Punkte | Halbfinale Spiel bis 30 Punkte | Halbfinale Spiel bis 30 Punkte | Halbfinale Spiel bis 30 Punkte |      |       | Finale Spiel bis 30 Punkte | Finale Spiel bis 30 Punkte | Finale Spiel bis 30 Punkte | Finale Spiel bis 30 Punkte | Finale Spiel bis 30 Punkte | Finale Spiel bis 30 Punkte |
|  |                                   |                                   |                                   |                                   |                                   |                                   |              |               |                                |                                |                                |                                |                                |                                |      |       |                            |                            |                            |                            |                            |                            |
|  |                                   | MP                                | Pkt.                              | Aufn.                             | ED                                | HS                                |              |               |                                |                                |                                |                                |                                |                                |      |       |                            |                            |                            |                            |                            |                            |
|  |                                   | MP                                | Pkt.                              | Aufn.                             | ED                                | HS                                |              |               |                                |                                |                                |                                |                                |                                |      |       |                            |                            |                            |                            |                            |                            |
|  | Dustin Jäschke                    | 0                                 | 26                                | 30                                | 0,866                             | 5                                 |              |               |                                |                                |                                |                                |                                |                                |      |       |                            |                            |                            |                            |                            |                            |
|  | Dustin Jäschke                    | 0                                 | 26                                | 30                                | 0,866                             | 5                                 |              | MP            | Pkt.                           | Aufn.                          | ED                             | HS                             |                                |                                |      |       |                            |                            |                            |                            |                            |                            |
|  | Hakan Celik                       | 2                                 | 30                                | 30                                | 1,000                             | 3                                 |              | MP            | Pkt.                           | Aufn.                          | ED                             | HS                             |                                |                                |      |       |                            |                            |                            |                            |                            |                            |
|  | Hakan Celik                       | 2                                 | 30                                | 30                                | 1,000                             | 3                                 | Hakan Celik  | 0             | 19                             | 27                             | 0,703                          | 4                              |                                |                                |      |       |                            |                            |                            |                            |                            |                            |
|  |                                   | MP                                | Pkt.                              | Aufn.                             | ED                                | HS                                | Hakan Celik  | 0             | 19                             | 27                             | 0,703                          | 4                              |                                |                                |      |       |                            |                            |                            |                            |                            |                            |
|  |                                   | MP                                | Pkt.                              | Aufn.                             | ED                                | HS                                |              | Tom Löwe      | 2                              | 30                             | 28                             | 1,071                          | 7                              |                                |      |       |                            |                            |                            |                            |                            |                            |
|  | Tom Löwe                          | 2                                 | 30                                | 30                                | 1,000                             | 6                                 |              | Tom Löwe      | 2                              | 30                             | 28                             | 1,071                          | 7                              |                                |      |       |                            |                            |                            |                            |                            |                            |
|  | Tom Löwe                          | 2                                 | 30                                | 30                                | 1,000                             | 6                                 |              |               |                                |                                |                                |                                |                                | MP                             | Pkt. | Aufn. | ED                         | HS                         |                            |                            |                            |                            |
|  | Frank Sudar                       | 0                                 | 26                                | 29                                | 0,896                             | 3                                 |              |               |                                |                                |                                |                                |                                | MP                             | Pkt. | Aufn. | ED                         | HS                         |                            |                            |                            |                            |
|  | Frank Sudar                       | 0                                 | 26                                | 29                                | 0,896                             | 3                                 | Tom Löwe     | 2             | 30                             | 27                             | 1,111                          | 5                              |                                |                                |      |       |                            |                            |                            |                            |                            |                            |
|  |                                   | MP                                | Pkt.                              | Aufn.                             | ED                                | HS                                | Tom Löwe     | 2             | 30                             | 27                             | 1,111                          | 5                              |                                |                                |      |       |                            |                            |                            |                            |                            |                            |
|  |                                   | MP                                | Pkt.                              | Aufn.                             | ED                                | HS                                |              | Çengiz Karaça | 0                              | 20                             | 26                             | 0,769                          | 4                              |                                |      |       |                            |                            |                            |                            |                            |                            |
|  | Michael Puse                      | 2                                 | 30                                | 14                                | 2,142                             | 8                                 |              | Çengiz Karaça | 0                              | 20                             | 26                             | 0,769                          | 4                              |                                |      |       |                            |                            |                            |                            |                            |                            |
|  | Michael Puse                      | 2                                 | 30                                | 14                                | 2,142                             | 8                                 |              | MP            | Pkt.                           | Aufn.                          | ED                             | HS                             |                                |                                |      |       |                            |                            |                            |                            |                            |                            |
|  | Martin Ulbig                      | 0                                 | 12                                | 13                                | 0,923                             | 5                                 |              | MP            | Pkt.                           | Aufn.                          | ED                             | HS                             |                                |                                |      |       |                            |                            |                            |                            |                            |                            |
|  | Martin Ulbig                      | 0                                 | 12                                | 13                                | 0,923                             | 5                                 | Michael Puse | 0             | 23                             | 28                             | 0,821                          | 6                              |                                |                                |      |       |                            |                            |                            |                            |                            |                            |
|  |                                   | MP                                | Pkt.                              | Aufn.                             | ED                                | HS                                | Michael Puse | 0             | 23                             | 28                             | 0,821                          | 6                              |                                |                                |      |       |                            |                            |                            |                            |                            |                            |
|  |                                   | MP                                | Pkt.                              | Aufn.                             | ED                                | HS                                |              | Çengiz Karaça | 2                              | 30                             | 29                             | 1,034                          | 5                              |                                |      |       |                            |                            |                            |                            |                            |                            |
|  | Çengiz Karaça                     | 2                                 | 30                                | 25                                | 1,200                             | 7                                 |              | Çengiz Karaça | 2                              | 30                             | 29                             | 1,034                          | 5                              |                                |      |       |                            |                            |                            |                            |                            |                            |
|  | Çengiz Karaça                     | 2                                 | 30                                | 25                                | 1,200                             | 7                                 |              |               |                                |                                |                                |                                |                                |                                |      |       |                            |                            |                            |                            |                            |                            |
|  | Dirk Rosteck                      | 0                                 | 15                                | 25                                | 0,600                             | 6                                 |              |               |                                |                                |                                |                                |                                |                                |      |       |                            |                            |                            |                            |                            |                            |
|  | Dirk Rosteck                      | 0                                 | 15                                | 25                                | 0,600                             | 6                                 |              |               |                                |                                |                                |                                |                                |                                |      |       |                            |                            |                            |                            |                            |                            |

Quelle: 

## Abschlusstabelle nach der Endrunde
| MP    | Match Points (Sieger = 2; Unentschieden = 1; Verlierer = 0) |
| Pkte. | Erzielte Karambolagen                                       |
| Aufn. | Benötigte Versuche                                          |
| GD    | Generaldurchschnitt                                         |
| BED   | Bester Einzeldurchschnitt eines Spielers                    |
| HS    | Höchstserie                                                 |
|       | Bester GD des Turniers                                      |
|       | Bester ED des Turniers                                      |
|       | Beste HS des Turniers                                       |
|       | 1. Platz (Gold)                                             |
|       | 2. Platz (Silber)                                           |
|       | 3. Platz (Bronze)                                           |

| Endklassement   | Endklassement | Endklassement  | Endklassement | Endklassement | Endklassement | Endklassement | Endklassement | Endklassement |
| Phase           | Platz         | Name           | MP            | Pkt.          | Aufn.         | GD            | BED           | HS            |
| --------------- | ------------- | -------------- | ------------- | ------------- | ------------- | ------------- | ------------- | ------------- |
| Finale          | 1             | Tom Löwe       | 10            | 150           | 143           | 1,049         | 1,363         | 7             |
| Finale          | 2             | Çengiz Karaça  | 8             | 140           | 133           | 1,052         | 1,428         | 7             |
| Halb- finale    | 3             | Michael Puse   | 6             | 113           | 105           | 1,076         | 2,142         | 8             |
| Halb- finale    | 3             | Hakan Celik    | 6             | 109           | 116           | 0,939         | 1,153         | 5             |
| Viertel- finale | 5             | Martin Ulbig   | 4             | 72            | 77            | 0,935         | 1,000         | 5             |
| Viertel- finale | 6             | Frank Sudar    | 4             | 85            | 101           | 0,841         | 0,937         | 9             |
| Viertel- finale | 7             | Dirk Rosteck   | 4             | 75            | 98            | 0,765         | 0,909         | 6             |
| Viertel- finale | 8             | Dustin Jäschke | 2             | 80            | 65            | 1,230         | 1,875         | 8             |